# Maria Nikolaïevna de Russie (1899-1918)
Pour les articles homonymes, voir Maria de Russie et Maria Nikolaïevna de Russie.
La grande-duchesse Maria Nikolaïevna de Russie (en russe : Мария Николаевна Романова), née le 26 juin 1899 (14 juin du calendrier julien) à Peterhof, dans l'Empire russe et assassinée avec toute sa famille le 17 juillet 1918 à Iekaterinbourg, en RSFS de Russie, est une membre de la famille impériale de Russie et la troisième fille du tsar Nicolas II et de la tsarine Alexandra Feodorovna. Son assassinat à la suite de la Révolution russe de 1917 a abouti à sa canonisation par l'Église orthodoxe russe.
Maria passe une enfance heureuse au sein d'une famille unie, dans l'ignorance des difficultés que traverse la Russie en cette première moitié du XIXe siècle. Décrite comme charmeuse et romantique, elle subit un certain ostracisme de la part de ses sœurs, qui l'appellent « Ange » parce qu'elle est toujours sage. Au cours de sa courte vie, Maria, trop jeune pour devenir infirmière de la Croix-Rouge comme ses sœurs aînées pendant la Première Guerre mondiale, est patronne d'un hôpital et rend visite aux soldats blessés en compagnie de sa sœur cadette, la célèbre Anastasia Nikolaïevna.
À la suite de la révolution russe, Maria et sa famille sont emprisonnés puis assassinés par les Bolcheviks, qui cachent leurs corps dans une fosse, ce qui donne lieu à de nombreuses théories concernant la potentielle survie de la famille impériale. Dans les années 1990, les restes des victimes sont découverts, mais il faudra attendre 2007 pour que les ossements de Maria et de son frère cadet Alexis soient retrouvés puis exhumés dans la Cathédrale Pierre-et-Paul de Saint-Pétersbourg, en octobre 2015. Canonisée par l'Église orthodoxe, qui la considère comme une porteuse de passion, Maria Nikolaïevna est vénérée le 17 juillet, jour de sa mort.

## Biographie

### Naissance et environnement familial

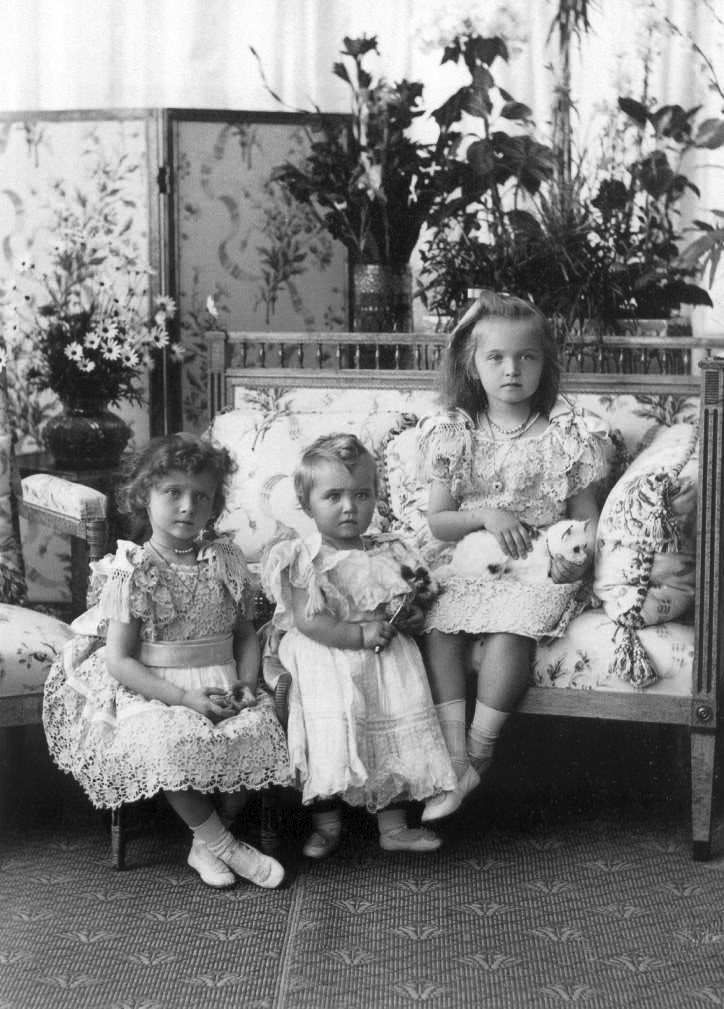
De gauche à droite : les grandes-duchesses Tatiana, Maria et Olga en 1900.

La grande-duchesse Maria voit le jour le 26 juin 1899 au palais de Peterhof, à 6 km au sud de Saint-Pétersbourg, au cours d'une journée froide et pluvieuse. Elle est la troisième fille de l'empereur Nicolas II de Russie et de l'impératrice Alexandra Feodorovna, née Alix de Hesse-Darmstadt. À la naissance, elle pèse 4,5 kg et l'accouchement est si difficile que l'on craint pour la vie de la mère et de l'enfant mais, finalement, Maria naît en bonne santé à 12 h 10. 

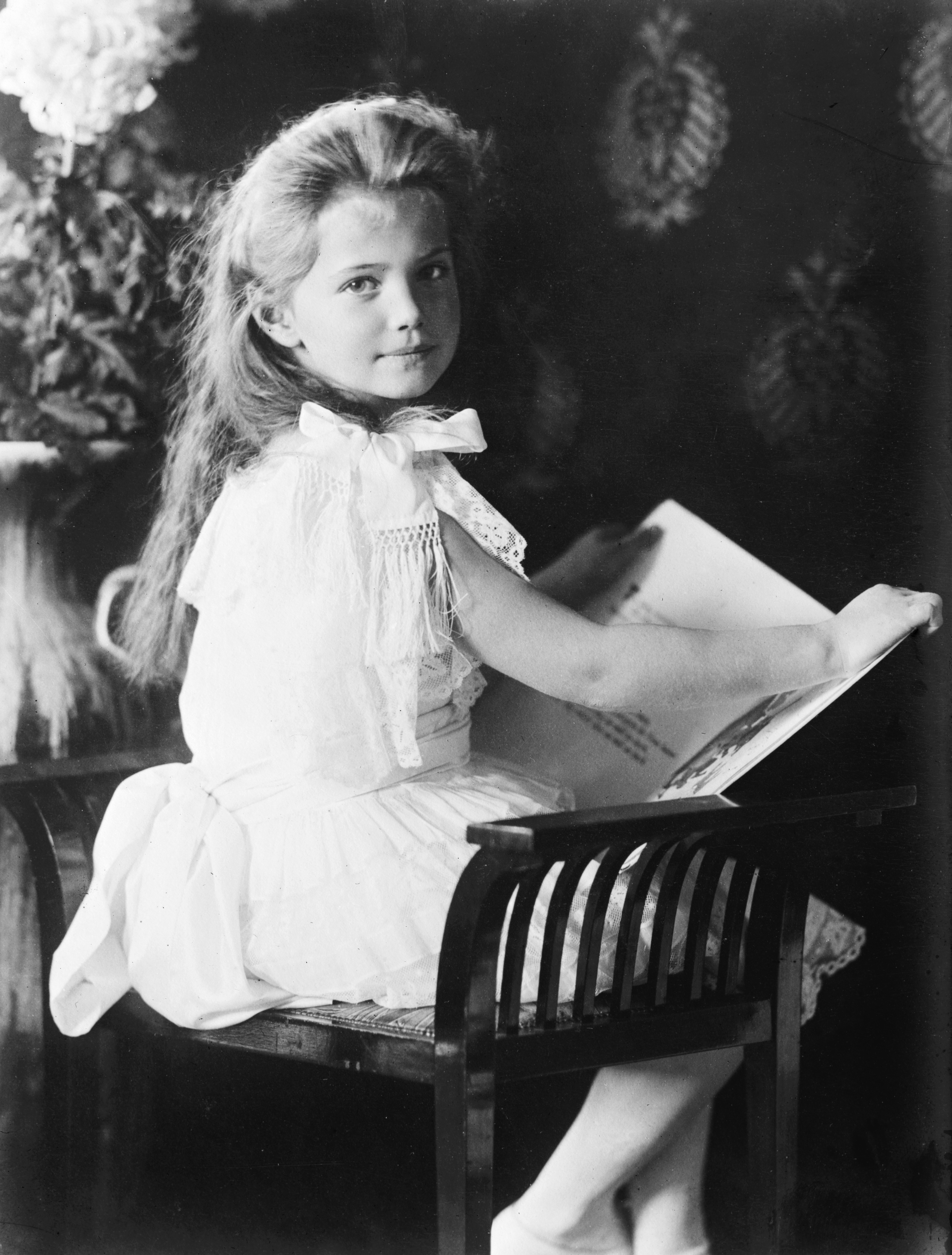
La grande-duchesse Maria en 1906.

La naissance d'une troisième fille — non dynaste — a provoqué une déception générale en Russie. Le grand-duc Constantin Contantinovitch, cousin de Nicolas II, écrit : « Il n'y a donc pas d'héritier. Toute la Russie sera déçue par cette nouvelle ». La reine Victoria, arrière-grand-mère maternelle de Maria, exprime également sa déception :  « Je regrette la troisième fille pour le pays. Je sais qu'un héritier serait plus le bienvenu qu'une fille ». La grande-duchesse Xenia Alexandrovna, sa tante maternelle, note dans son journal : « Quel bonheur que tout se soit bien terminé, que toute l'excitation et les attentes soient enfin passées, même dommage qu'il n'y ait pas eu de fils. Pauvre Alix ! Mais nous sommes tout de même heureux, peu importe que ce soit un garçon ou une fille. ». Nicolas indique cependant qu'il est heureux de la naissance de Maria, et dit à Alexandra : « Je n'ose pas me plaindre, ayant un tel bonheur sur terre, ayant un trésor comme toi ma bien-aimée Alix, et déjà les trois petits chérubins ». 
Baptisée le 9 juillet 1899, la petite fille reçoit, parmi ses nombreux parrains et marraines, sa grand-mère maternelle l'impératrice douanière Maria Feodorovna (née Dagmar de Danemark), en l'honneur de qui elle est probablement nommée. Deux semaines après sa naissance, le 10 juillet 1899, son oncle — le tsarévitch Georges Alexandrovitch — succombe à la tuberculose et c'est son autre oncle paternel, le grand-duc Michel, qui le remplace en tant qu'héritier du trône impérial de Russie. La nécessité d'un garçon impérial se fait d'autant plus ressentir que, un peu moins de deux ans après la naissance de Maria, le 18 juin 1901,la tsarine donne naissance à une autre fille : la fameuse Anastasia, qui vient compléter le quatuor des princesses.

### Enfance

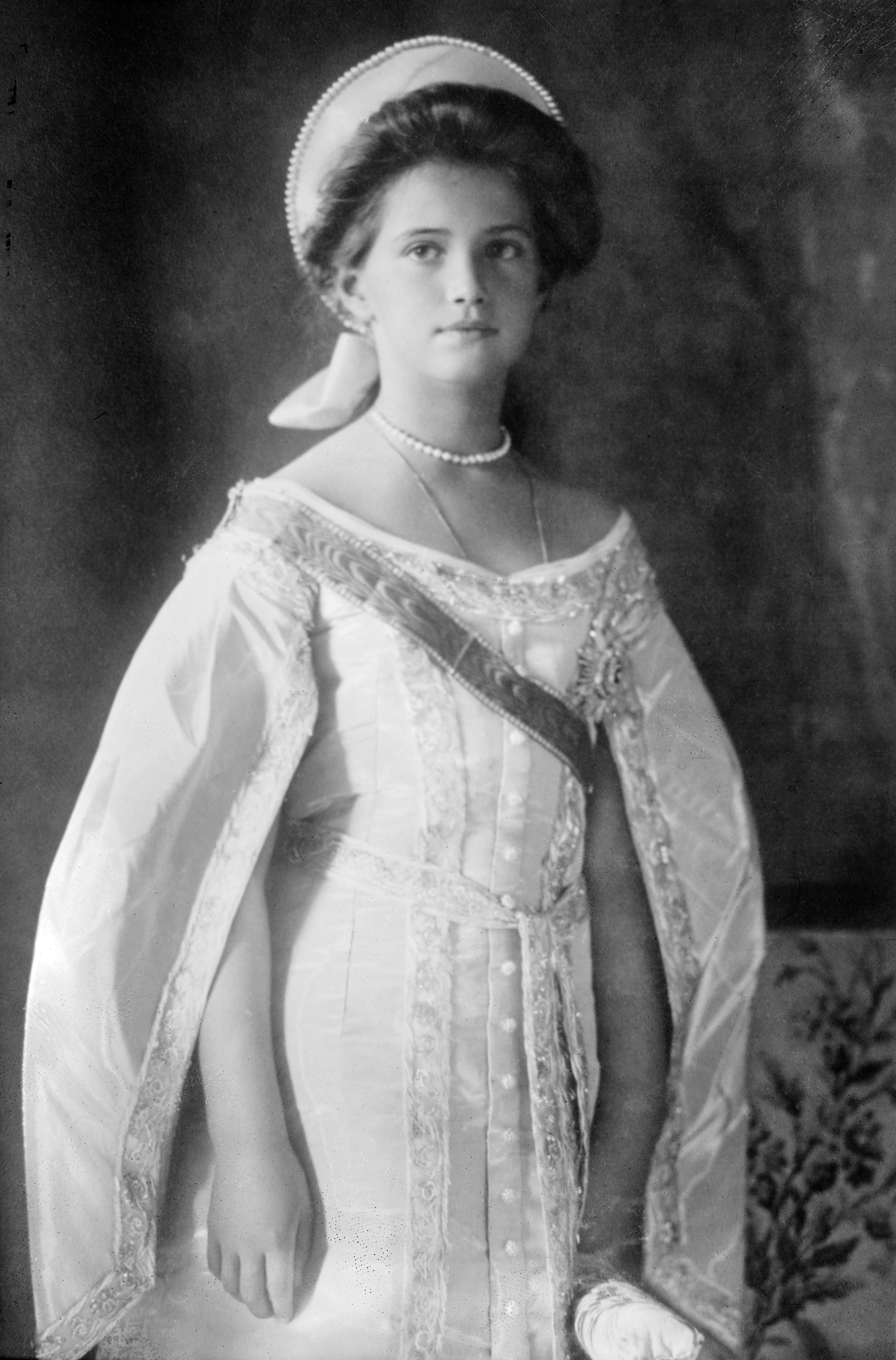
La grande-duchesse Maria en tenue de cour, en 1910.

En dépit de leur rang élevé, les enfants Romanov grandissent simplement et sont élevés dans un certain sens de l'austérité. Les quatre sœurs apprennent le tricot et la broderie afin d'exposer leurs œuvres à des bazars de charité. Influencé par le style de vie simple de son grand-père, Alexandre III, Maria est élevée de manière stricte, dort dans un lit dur sans oreiller sauf lorsqu'elle est malade et prend un bain froid tous les matins. Elle partage une chambre avec sa sœur cadette Anastasia, et les deux filles sont connues comme « La Petite Paire » en opposition à leurs sœurs aînées Olga et Tatiana, connues comme la « Grande Paire ».

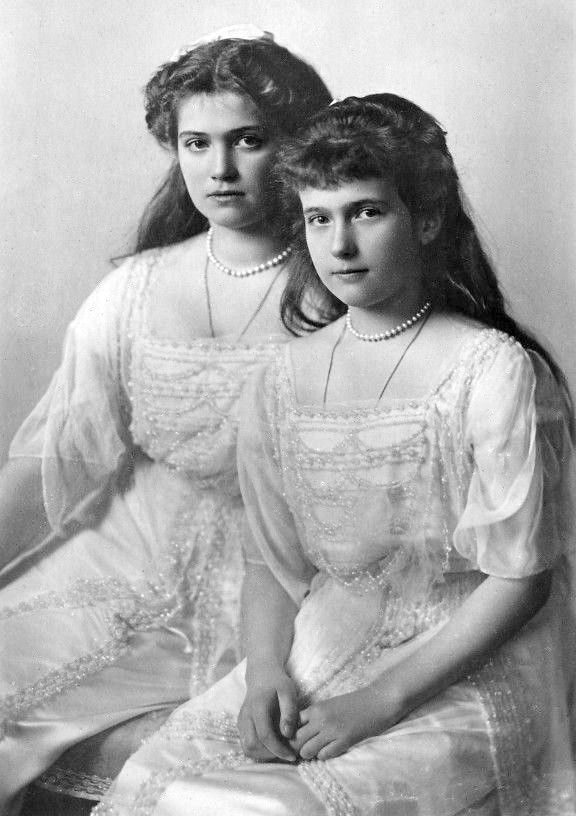
Les grandes-duchesses Maria et Anastasia en 1914.

Alors qu'elle est encore très jeune, Maria est connue pour sa nature facile à vivre, sa douceur sa gentillesse. Le grand-duc Vladimir Alexandrovitch l'appelle « l'aimable bébé » parce qu'elle ne pleure jamais et sourit constamment à son entourage. Sa nourrice, Margaretta Eagar dit d'elle : « Maria est née bonne… avec la plus petite trace possible de péché originel. » Cependant, comme tous les enfants, Maria peut parfois se montrer têtue, paresseuse et espiègle. Ainsi, Margarita Eager a rappelé un incident au cours duquel une petite fille a été punie pour avoir volé plusieurs gâteaux à la vanille sur la table à thé de ses parents, bêtise pour laquelle l'impératrice lui a ordonné de se coucher plus tôt que d'habitude. Cependant, son père, Nicolas II, s'y est opposé en disant : « J'avais peur que des ailes lui poussent ! Je suis très heureuse de voir qu'elle est une enfant humaine". Les sœurs de Maria avaient tendance à profiter d'elle et de sa gentillesse. Olga et Tatiana ont un jour qualifié Maria de « demi-sœur » parce qu'elle était toujours sage et n'avait jamais d'ennuis. De même, Maria devait souvent s'excuser auprès des gens pour les bêtises de sa sœur cadette, la sauvage Anastasia, qui avait l'habitude de bousculer et de taquiner les autres.

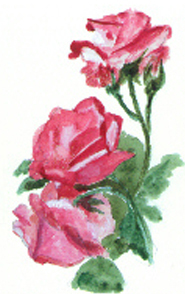
Une aquarelle de Maria, 1913.

À l'instar de ses frères et sœurs, Maria est éduquée à domicile par un précepteur suisse, Pierre Gilliard. La jeune fille apprend le russe, l'anglais et parvient à maîtriser le français à un niveau « passable », mais sans plus. Maria ne s'intéresse pas au travail scolaire, même si elle dessine bien, mais toujours de sa main gauche, ce qui veut dire qu'elle est ambidexte. Selon Sophie Buxhoevedon, une dame d'honneur de l'impératrice, Maria est la seule de ses sœurs dotée d'un talent artistique. Si elle n'avait pas été une grande-duchesse, Maria aurait rêvé d'épouser un soldat russe et d'avoir une grande famille. Maria a également héritée de la force de son grand-père, Alexandre III, et, adolescente, elle s'amusait parfois à soulever ses tuteurs du sol.

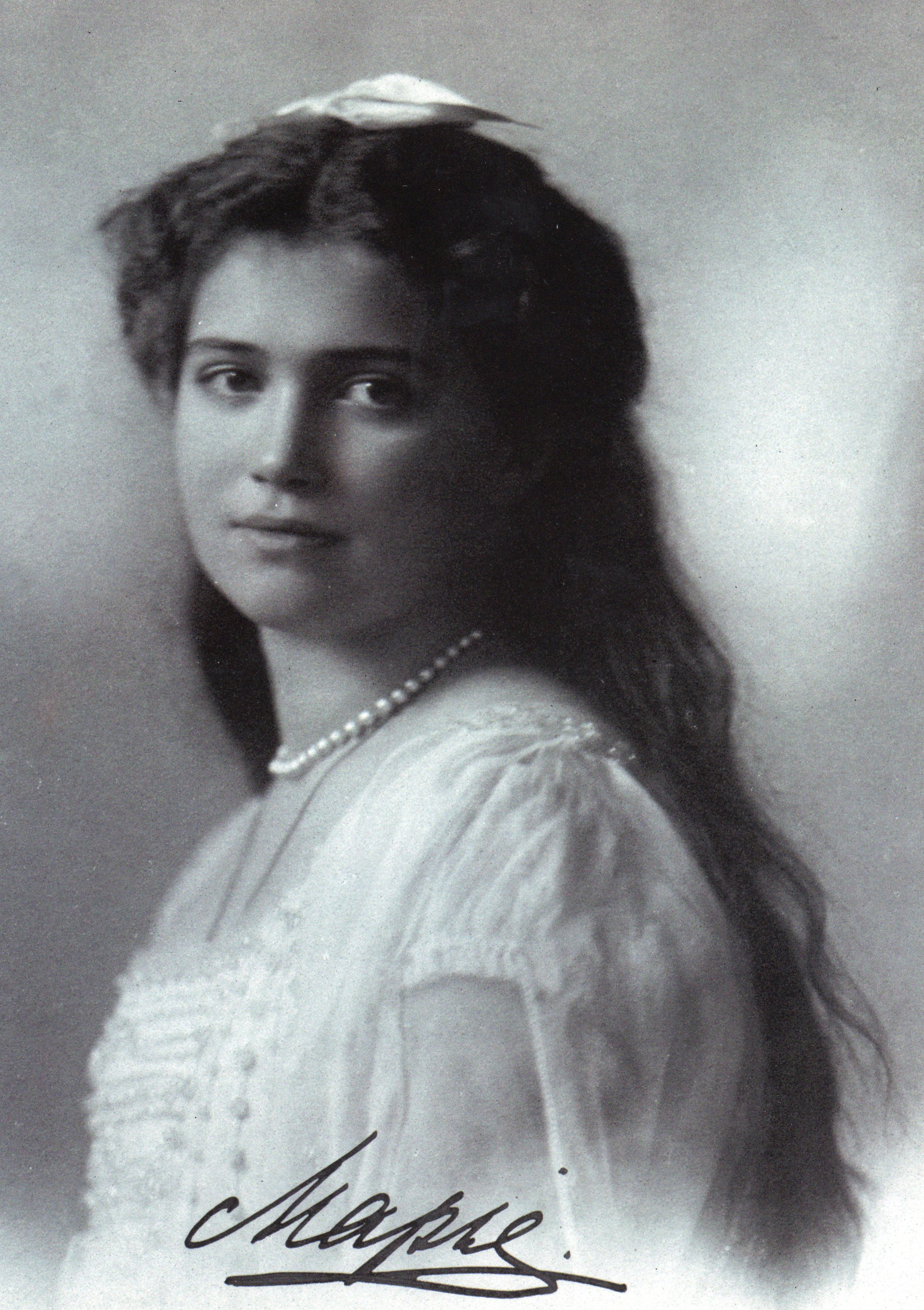
Maria en 1914. Louis Mountbatten a fait exposer ce portrait sur sa table de nuit jusqu'à sa mort dans une explosion en 1979.

Dotée de la beauté classique des Romanov, Maria apprécie les flirtes innocents avec les jeunes soldats qu'elle rencontre au palais ou lors des vacances en famille. Maria aimait les soldats dès son plus jeune âge, selon Margaretta Eager : « Un jour, la petite grande-duchesse Marie regardait par la fenêtre un régiment de soldats qui défilait et s'écria : "Oh ! j'aime ces chers soldats, je voudrais les embrasser tous !". Je lui dis : "Marie, les gentilles petites filles n'embrassent pas les soldats". Quelques jours après, nous fîmes une fête d'enfants, et les enfants du grand-duc Constantin étaient du nombre des invités. L'un d'eux, qui avait atteint l'âge de douze ans, avait été mis dans le corps de cadets et était venu en uniforme. Il voulut embrasser sa petite cousine Marie, mais elle mit sa main sur sa bouche et se détourna de l'embrassement qu'on lui offrait. "Va-t'en, soldat, dit-elle avec beaucoup de dignité. Je n'embrasse pas les soldats". Le garçon fut très heureux d'être pris pour un vrai soldat, et passablement amusé en même temps ». Jusqu'à son propre assassinat en 1979, son cousin Louis Mountbatten, 1er comte Mountbatten de Birmanie, gardait une photo de Maria à côté de son lit en souvenir du béguin qu'il avait pour elle. En 1910, Louis rencontra les sœurs Romanov. Il déclara plus tard qu'elles étaient « adorables, terriblement douces, bien plus belles que sur leurs photos », et il déclara : « J'étais fou de Marie et étais déterminé à l'épouser. Elle était absolument adorable ». Le 26 janvier 1917, le prince Carol de Roumanie fit une demande en mariage officielle à Maria. Nicolas « rit gentiment de la proposition du prince » parce que Maria « n'était rien de plus qu'une écolière ». Pendant la guerre, Maria développa un béguin pour un officier, Nikolaï Dmitrievitch Demenkov. Elle demandait souvent à son père de lui transmettre ses salutations et signait parfois ses lettres au tsar « Mme Demenkov », pour plaisanter.

### Relation avec Raspoutine
Maria, comme toute sa famille, adore l'héritier tant attendu, le tsarévitch Alexis, qui souffre de complications fréquentes liées à l'hémophilie et qui faillit mourir à plusieurs reprises. Sa mère s'appuyait sur les conseils de Grigori Raspoutine, un paysan russe et starets, et attribuait à ses prières le mérite d'avoir sauvé le tsarévitch malade à de nombreuses reprises. Maria et ses frères et sœurs apprirent également à considérer Raspoutine comme « notre ami » et à partager des confidences avec lui. À l'automne 1907, la tante de Maria, la grande-duchesse Olga Alexandrovna de Russie, fut escortée à la crèche par le tsar pour rencontrer Raspoutine. Maria, ses sœurs et son frère Alexis portaient tous leurs longues chemises de nuit blanches. « Tous les enfants semblaient l'aimer », se souvient Olga Alexandrovna. « Ils étaient complètement à l'aise avec lui ».

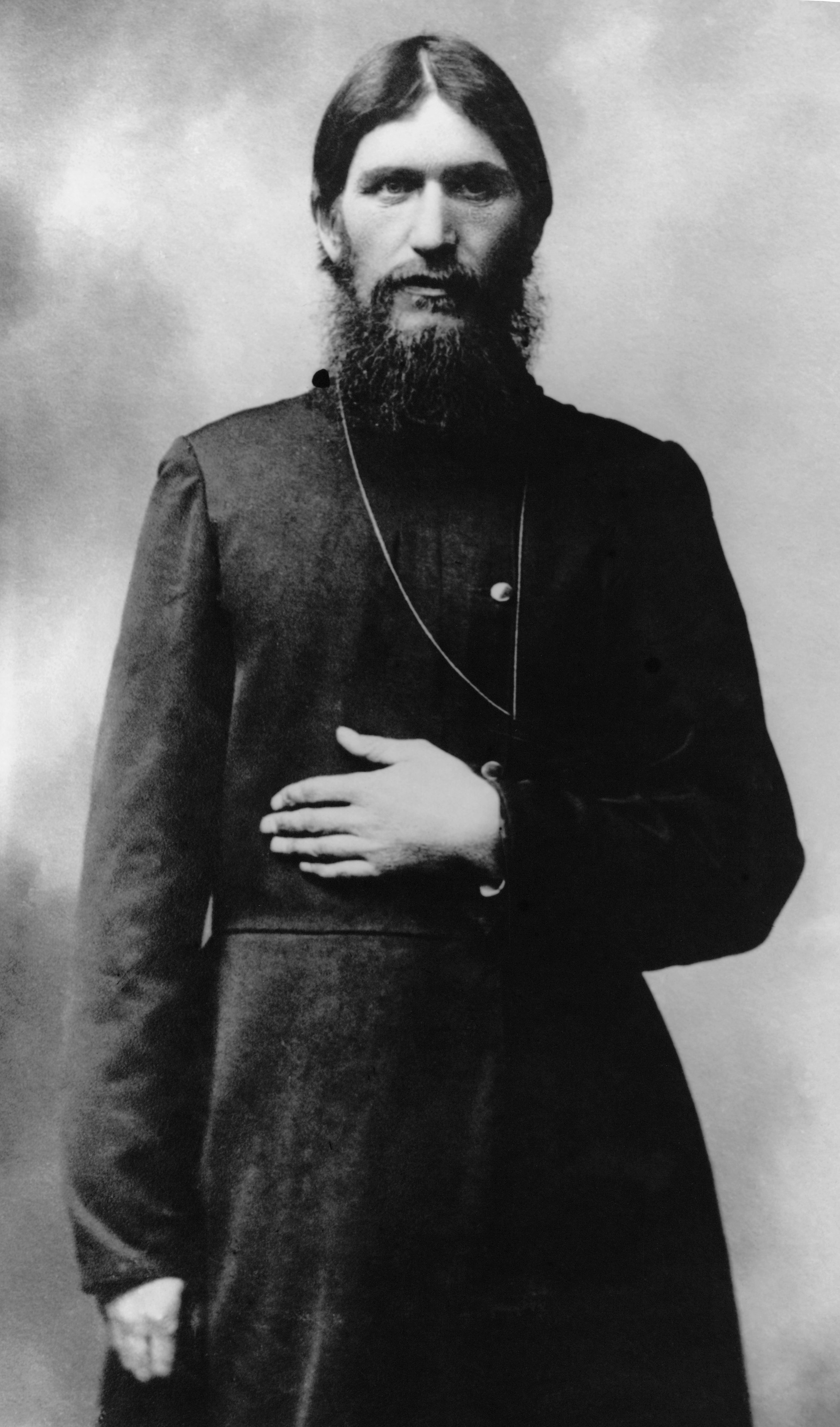
Raspoutine vers 1910.

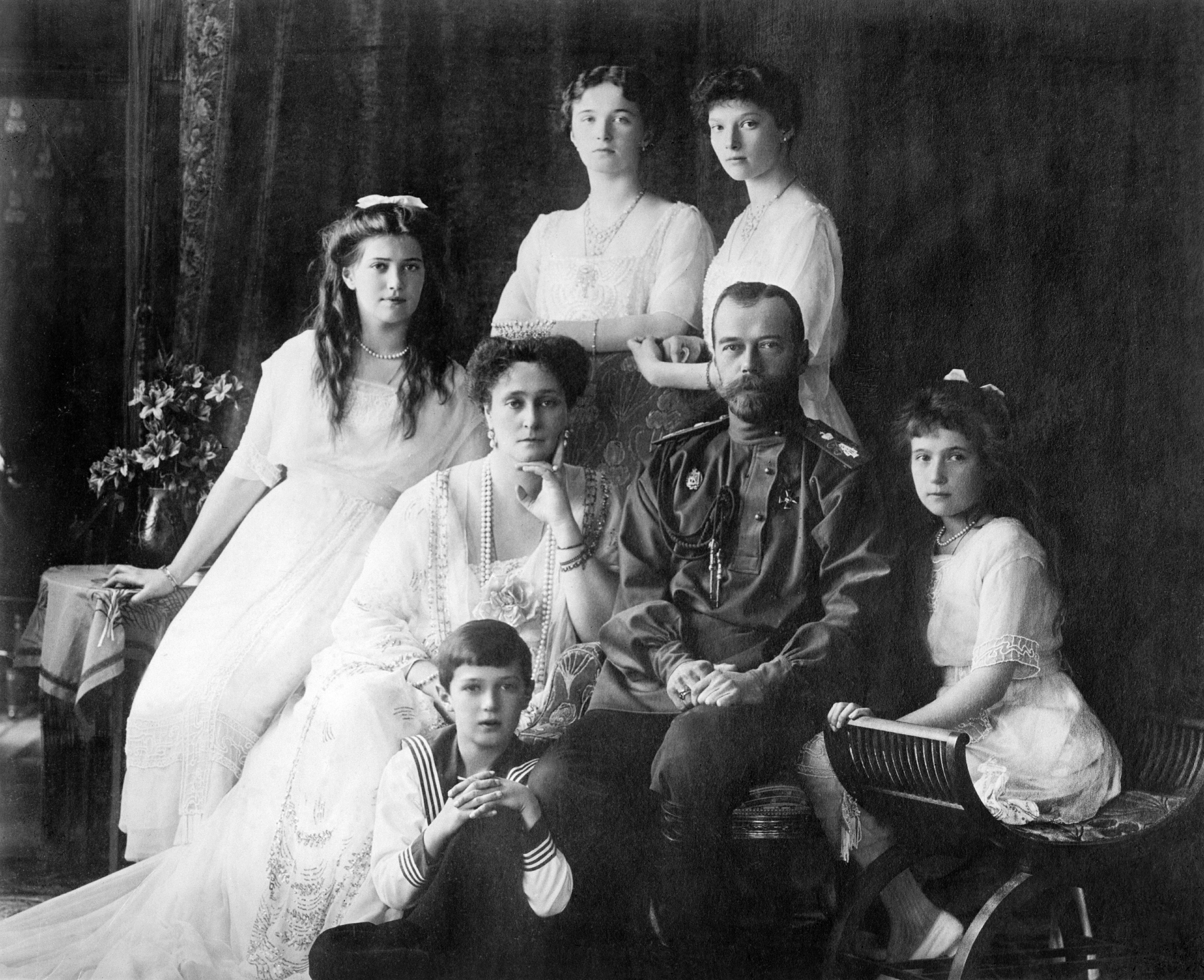
La famille impériale de Russie en 1913.

L'amitié de Raspoutine pour les enfants impériaux était évidente dans les messages qu'il leur envoyait. « Ma chère Perle M. ! » écrivit Raspoutine à Maria, alors âgée de neuf ans, dans un télégramme en 1908. « Raconte-moi comment tu as parlé avec la mer, avec la nature ! Ton âme simple me manque. Nous nous reverrons bientôt ! Un gros baiser. » Dans un deuxième télégramme, Raspoutine dit à l'enfant : « Ma chère M. ! Ma petite amie ! Que le Seigneur t'aide à porter ta croix avec sagesse et joie en Christ. Ce monde est comme le jour, regarde, c'est déjà le soir. Il en est de même pour les soucis du monde ». En février 1909, Raspoutine envoya à tous les enfants impériaux un télégramme leur conseillant « d'aimer toute la nature de Dieu, toute sa création, en particulier cette terre. La Mère de Dieu était toujours occupée avec les fleurs et les travaux d'aiguille ».
L'une des gouvernantes des filles, Sofia Ivanovna Tioutcheva, fut horrifiée en 1910 parce que Raspoutine avait été autorisé à entrer dans la nurserie alors que les quatre filles étaient en chemise de nuit. Tioutcheva voulait que Raspoutine soit exclu des nurseries. En réponse aux plaintes de Tioutcheva, Nicolas demanda à Raspoutine de mettre fin à ses visites à la nurserie. « J'ai tellement peur que S.I (Sophie Ivanovna) puisse dire quelque chose de mal de notre ami », écrivit Tatiana, la sœur de Maria, âgée de douze ans, à sa mère, le 8 mars 1910, après avoir supplié Alexandra de lui pardonner d'avoir fait quelque chose qu'elle n'aimait pas. « J'espère que notre nourrice sera gentille avec notre ami maintenant ». Alexandra finit par faire renvoyer Tioutcheva.
Tioutcheva raconta son histoire à d'autres membres de la famille, qui furent scandalisés par les rapports, bien que les contacts de Raspoutine avec les enfants aient été, selon tous les témoignages, complètement innocents.  La sœur de Nicolas, la grande-duchesse Xenia Alexandrovna de Russie, fut horrifiée par l'histoire de Tioutcheva. Elle écrivit le 15 mars 1910 qu'elle ne pouvait pas comprendre « ...l'attitude d'Alix et des enfants envers ce sinistre Grigori (qu'ils considèrent comme presque un saint, alors qu'il n'est en fait qu'un khlyste) ! Il est toujours là, va dans la chambre d'enfant, rend visite à Olga et Tatiana pendant qu'elles se préparent pour aller au lit, s'assoit là pour leur parler et les caresser . Ils prennent soin de le cacher à Sofia Ivanovna, et les enfants n'osent pas lui parler de lui. Tout cela est tout à fait incroyable et incompréhensible ».
Une autre gouvernante de la crèche a affirmé au printemps 1910 avoir été violée par Raspoutine. Maria Ivanovna Vishnyakova avait d'abord été une fervente adepte de Raspoutine, mais elle a ensuite été déçue par lui. L'impératrice a refusé de croire Vishnyakova « et a déclaré que tout ce que fait Raspoutine est sacré ». La grande-duchesse Olga Alexandrovna a été informée que les allégations de Vishnyakova avaient été immédiatement examinées, mais « ils ont surpris la jeune femme au lit avec un cosaque de la garde impériale ». Vishnyakova a été renvoyée de son poste en 1913.

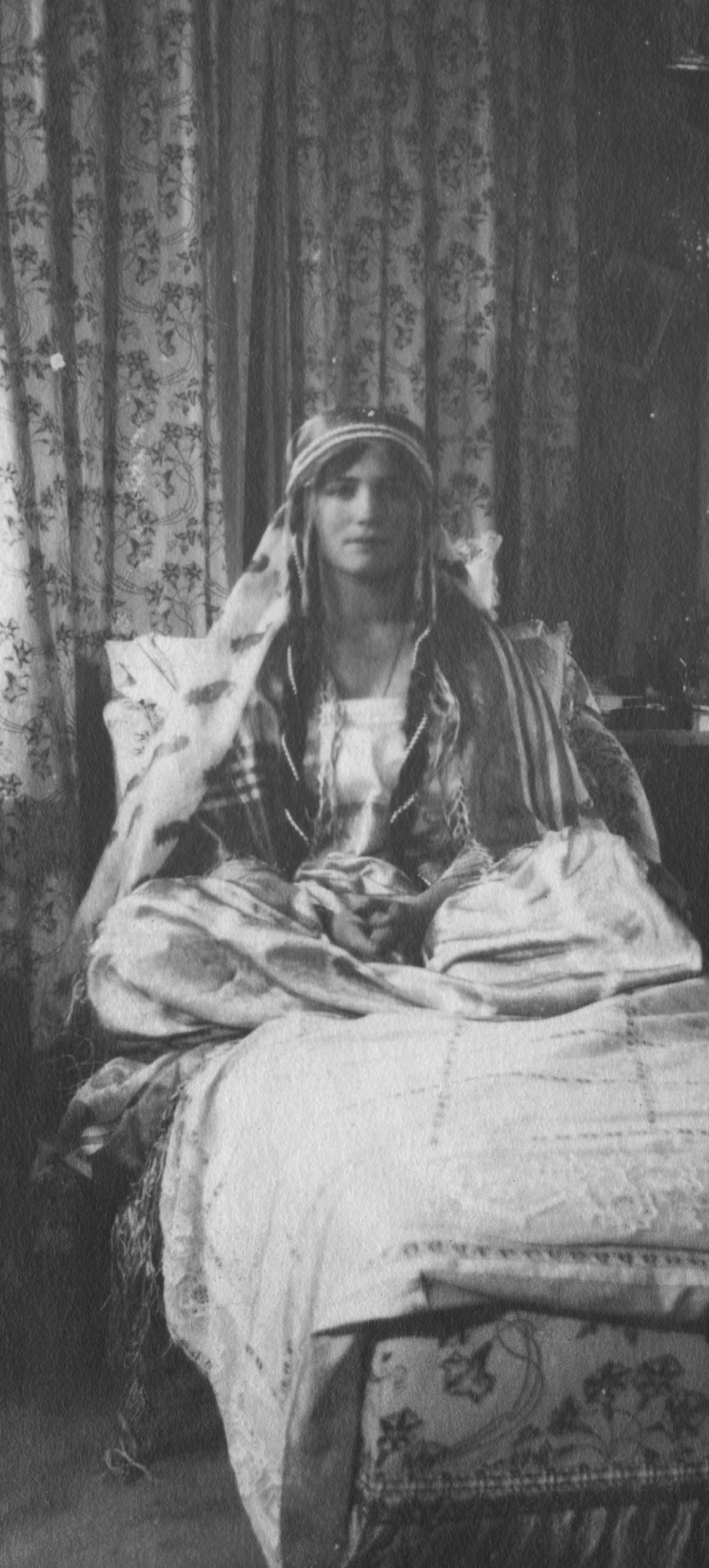
La grande-duchesse Maria à un bal costumé au palais Alexandre, en 1916.

Il se murmurait dans la société que Raspoutine avait séduit non seulement la tsarine mais aussi les quatre grandes duchesses.  Raspoutine avait publié des lettres ardentes écrites par la tsarine et les quatre grandes duchesses. Ces lettres circulèrent dans la société, alimentant les rumeurs. Des caricatures pornographiques circulaient également, montrant Raspoutine ayant des relations sexuelles avec l'impératrice, avec ses quatre filles et Anna Vyrubova nues en arrière-plan. Nicolas ordonna à Raspoutine de quitter Saint-Pétersbourg pendant un certain temps, au grand dam d'Alexandra, et Raspoutine partit en pèlerinage en Palestine.  Malgré le scandale, l'association de la famille impériale avec Raspoutine a continué jusqu'à ce que Raspoutine soit assassiné le 17 décembre 1916. « Notre ami est si content de nos filles, il dit qu'elles ont suivi des "cours" difficiles pour leur âge et que leurs âmes se sont beaucoup développées », écrit Alexandra à Nicolas le 6 décembre 1916. Dans ses mémoires, A. A Mordvinov rapporte que les quatre grandes-duchesses semblaient « visiblement terriblement bouleversées » par la mort de Raspoutine et étaient assises « blotties les unes contre les autres » sur un canapé dans l'une de leurs chambres la nuit où elles ont reçu la nouvelle. Mordvinov rapporte que les jeunes femmes étaient d'une humeur sombre et semblaient ressentir le bouleversement politique qui était sur le point de se déchaîner. Raspoutine a été enterré avec une icône signée au dos par Maria, ses sœurs et sa mère. Maria a assisté aux funérailles de Raspoutine le 21 décembre 1916 et sa famille avait prévu de construire une église sur sa tombe.
Maria, comme sa mère, était probablement porteuse du gène de l'hémophilie et aurait pu transmettre la maladie à une autre génération si elle avait survécu et avait eu les enfants dont elle rêvait. L'un des frères d'Alexandra et deux de ses neveux, ainsi qu'un de ses oncles maternels et deux enfants d'un de ses cousins germains étaient tous hémophiles, tout comme le frère de Maria, Alexis. Selon sa tante paternelle, la grande-duchesse Olga Alexandrovna de Russie, qui a été interviewée plus tard dans sa vie, Maria aurait elle-même eu une hémorragie en décembre 1914 lors d'une opération pour lui enlever les amygdales. Le médecin qui a pratiqué l'opération était si perturbé que la mère de Maria, la tsarine Alexandra, lui a ordonné de continuer. Olga Alexandrovna a déclaré qu'elle pensait que ses quatre nièces saignaient plus que la normale et qu'elles étaient porteuses du gène de l'hémophilie comme leur mère. Les porteurs symptomatiques du gène, bien que n’étant pas eux-mêmes hémophiles, peuvent présenter des symptômes d’hémophilie, notamment un facteur de coagulation sanguine inférieur à la normale, qui peut entraîner des saignements importants pendant l’accouchement ou des interventions chirurgicales telles qu’une amygdalectomie. Des tests ADN effectués sur les restes de la famille royale ont prouvé en 2009 qu’Alexis souffrait d’hémophilie B, une forme plus rare de la maladie. Les mêmes tests ont prouvé que sa mère et l’une des quatre grandes-duchesses étaient porteuses. Les Russes identifient la grande-duchesse qui portait le gène comme étant Anastasia, mais des scientifiques américains ont identifié la jeune femme comme étant Maria.

### Première Guerre mondiale

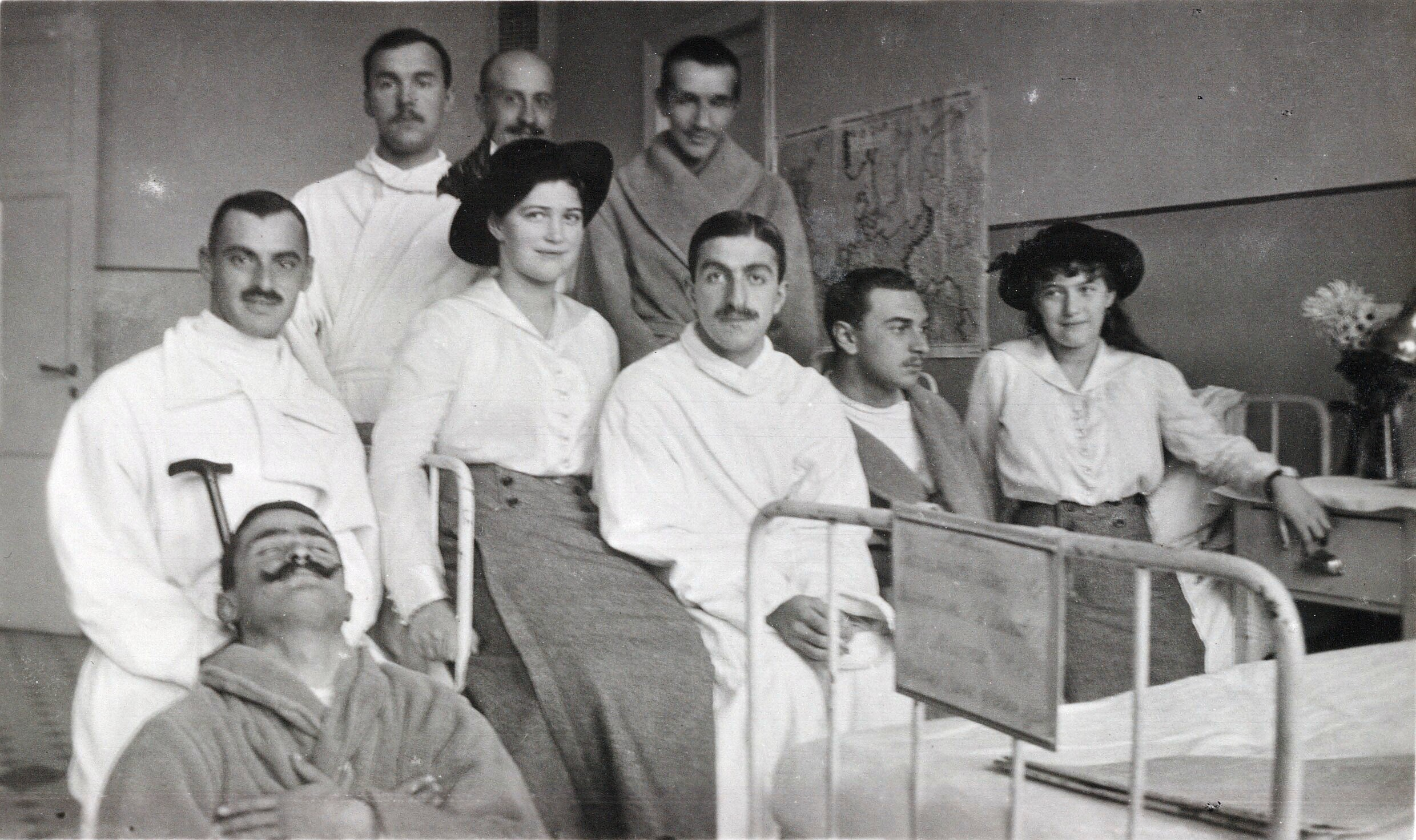
Vers 1915. Maria et Anastasia en visite à l'hôpital pour rendre visite aux soldats blessés.

Pendant la Première Guerre mondiale, Maria et Anastasia étaient trop jeunes pour devenir infirmières comme leurs sœurs aînées ou leur mère. Elles se rendaient à l'hôpital situé sur le terrain du palais de Tsarskoïe Selo afin de rendre visite aux soldats blessés. Elles jouaient aux dames et au billard avec les soldats blessés et essayaient de leur remonter le moral. Maria et Anastasia étaient très fières de leur travail bénévole et prenaient souvent des photos en compagnie de soldats blessés. Maria a rassemblé des photos d'elle et de ses patients dans un album et l'a présenté à Tatiana Botkina, une infirmière de l'hôpital.
Pendant la guerre, Maria et Anastasia ont également visité des écoles d'infirmières et se sont occupées d'enfants. Dans une lettre à Nicolas II, Maria a écrit qu'elle pensait à lui lorsqu'elle nourrissait les enfants et essuyait la bouillie qui était tombée de leur menton. À l'âge de treize ans, elle est devenue la commandante honoraire du 9e régiment de dragons de Kazan.

### Captivité et assassinat
La révolution de février 1917 sonne le glas du régime impérial et le gouvernement perd le soutien du peuple russe. Nicolas II abdique en faveur de son frère, le grand-duc Michel de Russie, le 15 mars 1917. Le couple impérial et leurs enfants sont alors assignés à résidence au Palais Alexandre.

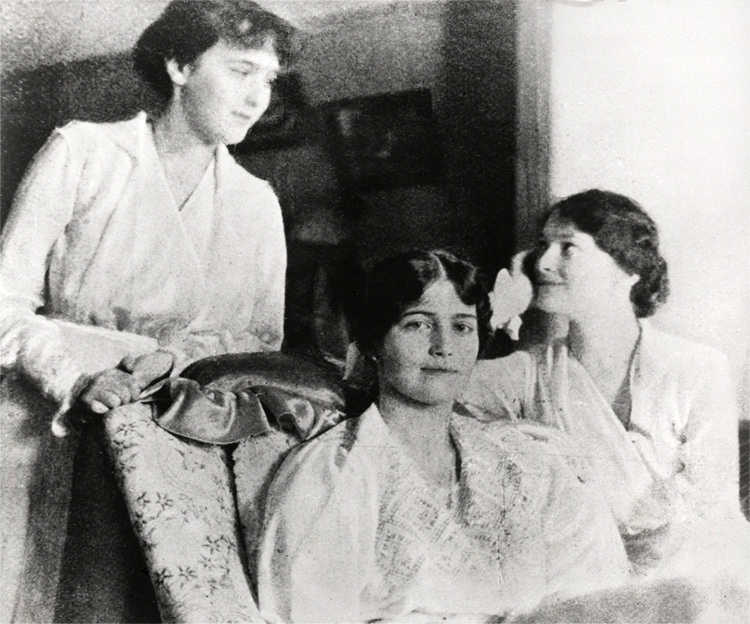
De gauche à droite: Les Grandes-Duchesses Anastasia, Maria et Tatiana en captivité à Tsarskoe Selo en 1917.

Le ministre de la Justice Alexandre Kerenski essaie alors d'organiser l'exil de la famille impériale, puisque le roi d'Angleterre, George V, est cousin germain de Nicolas II par sa mère et cousin germain d'Alix de Hesse-Darmstadt par son père. Mais le souverain britannique refuse car il a peur de devenir impopulaire. Après cela, les Romanov sont emprisonnés à Tsarskoïe Selo au palais Alexandre, à Tobolsk et enfin à la maison Ipatiev à Iekaterinbourg, en Sibérie. Maria essaie de devenir amie avec les gardes lors de sa détention à Tsarskoïe-Selo et à Tobolsk, ce qu'elle réussit, car ceux-ci lui racontent leurs vies et tous les détails à propos de leurs femmes et de leurs enfants. Inconsciente du danger auquel elle est exposée, elle aurait dit qu'elle serait ravie de rester vivre à Tobolsk, si elle avait pu marcher librement sans la surveillance continuelle des gardes. Maria et sa sœur Anastasia brûlent leurs lettres et journaux intimes en avril 1918 car elles ont peur que quelqu'un ne les lise.
En avril 1918, la tsarine Alix de Hesse-Darmstadt choisit Maria pour l'accompagner, avec le tsar Nicolas II, à Iekaterinbourg, lorsque la famille impériale se voit contrainte de se séparer. La cause de cette séparation n'est autre que la maladie du jeune tsarévitch, Alexis, qui souffre d'une crise d'hémophilie et qui est donc intransportable pour le moment. L'impératrice fait le choix de prendre Maria avec elle et son mari, car, lors de leur détention, elle a mûri et est devenue une femme, alors qu'Anastasia est encore une enfant et Olga souffre d'une dépression. Quant à Tatiana, l'impératrice fait le choix de la laisser au chevet de son frère, car elle est la seule à pouvoir maîtriser ce qui se passe grâce à la fermeté de son caractère. Les quatre enfants les rejoignent en mai 1918.
À Iekaterinbourg, où seuls cinq domestiques ont pu les suivre (le médecin, la femme de chambre, le laquais, le cuisinier et son marmiton), ils sont surveillés par la Tchéka. La maison Ipatiev dans laquelle ils sont gardés est appelée « La Maison à Destination Spéciale ». Les fenêtres sont cadenassées, et certaines d'entre elles sont même cachées par des volets extérieurs. On fait construire des palissades autour de la demeure pour la dissimuler.

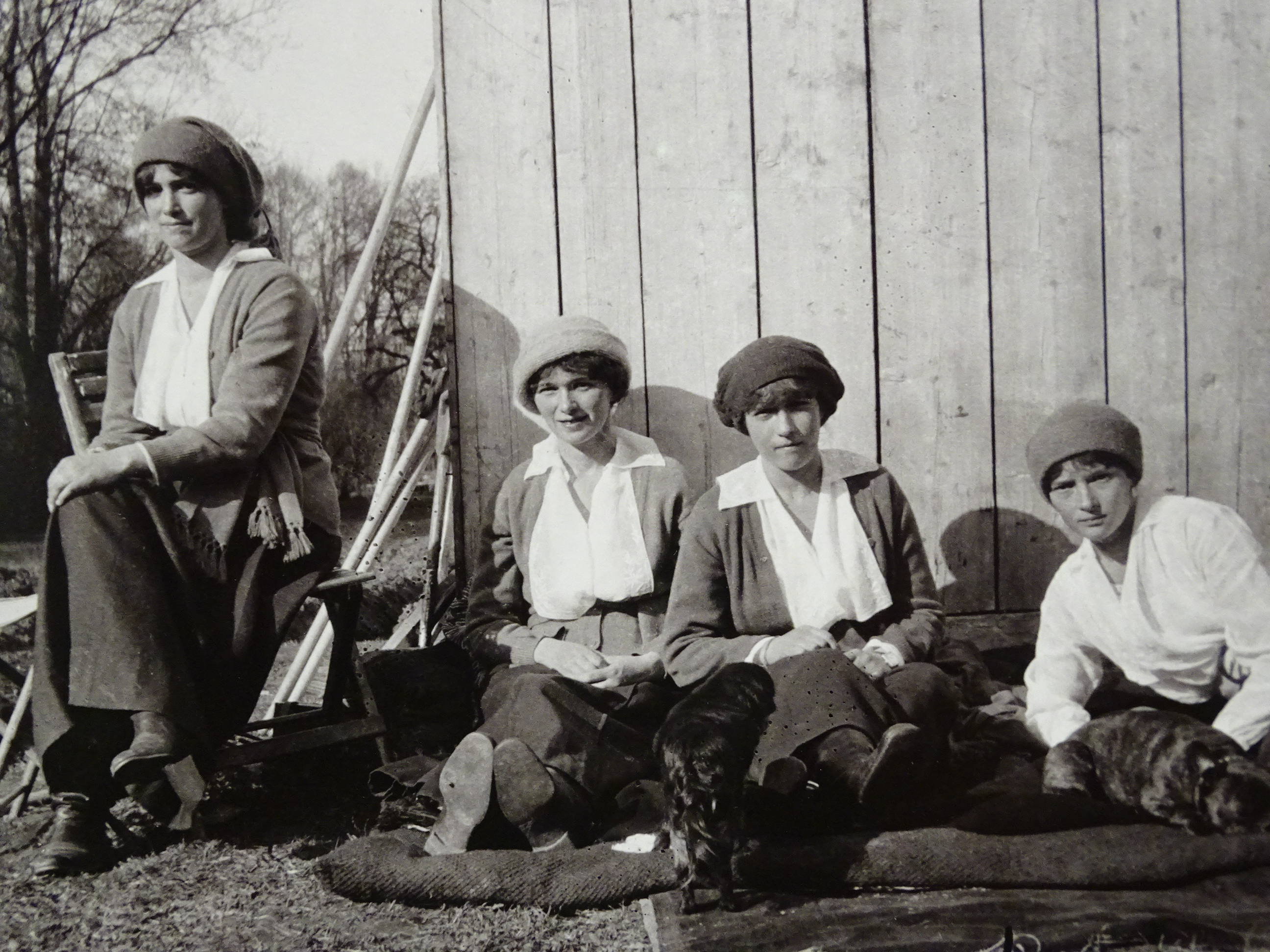
De gauche à droite : Maria, Olga, Anastasia et Tatiana en captivité à Tsarkoie Selo, au printemps 1917.

Probablement à cause de l'arrivée imminente des Armées blanches, le sort des membres de la famille impériale et de leur suite est scellé. Après que le petit marmiton ait été évacué, les Romanov sont réveillés dans la nuit du 16 au 17 juillet 1918. Les onze personnes sont exécutées vers deux heures du matin, en moins de trois minutes, dans une pièce du rez-de-chaussée de la Maison à Destination Spéciale sous le commandement de Iakov Iourovski. Selon un compte-rendu de l'assassinat, Maria, à l'arrivée des assassins, commence à frapper à la porte d'une salle d'entreposage et se met à pleurer pour obtenir de l'aide. Elle aurait ensuite reçu une balle dans la cuisse de la part de militaires ivres. Puis le commissaire Piotr Ermakov aurait essayé de la poignarder avec une baïonnette, mais n’aurait pu viser correctement. Selon la suite du récit, Maria s'évanouit et reste quelques instants en vie, jusqu'à ce que les corps soient inspectés afin de vérifier s'il reste des survivants. Elle pousse alors un cri, et Ermakov la poignarde de nouveau.
Les corps de la famille impériale sont chargés sur un camion puis transférés dans une forêt proche de Iekaterinbourg. Déshabillées, arrosées d'essence, brûlées puis défigurées à l'acide sulfurique, les victimes sont jetées dans un puits de mine d'où elles sont, quelques jours plus tard, retirées pour être ensevelies sous un chemin forestier.

## Découverte des corps et rapports de survie

### Découverte des corps

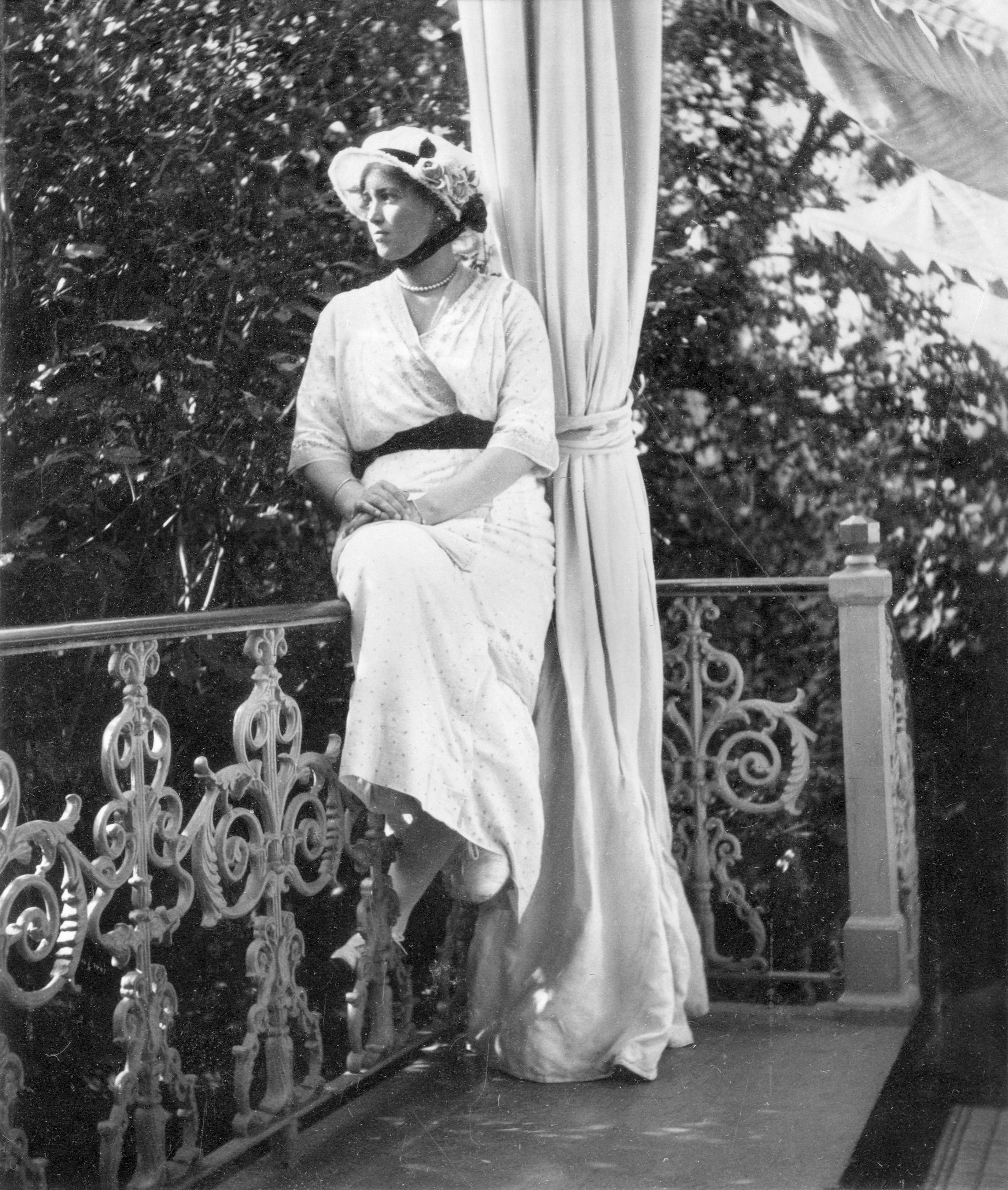
La grande-duchesse Maria en 1915.

En 1991, les corps de la famille impériale et de leurs suivants sont finalement retrouvés dans une fosse commune dans les bois aux abords de Iekaterinbourg. La fosse a été en réalité localisée près d'une décennie auparavant, mais la découverte a été tenue secrète jusque-là par le régime communiste. Une fois le charnier rouvert, les archéologues réalise qu'au lieu de onze corps (le tsar Nicolas II, la tsarine Alexandra, le tsarévitch Alexis, les quatre grandes-duchesses, Olga, Tatiana, Maria et Anastasia, le médecin de la famille, Evgueni Botkine, leur valet, Alexeï Trupp, leur cuisinier, Ivan Kharitonov, et la dame de compagnie d'Alexandra, Anna Demidova), il n'y en a que neuf.
Alexis et, selon le médecin légiste William Maples, Anastasia manquent dans la tombe de la famille. Des scientifiques russes contestent, affirmant que Maria est la grande-duchesse manquante. Les Russes identifient, à l'aide d'un programme informatique, Anastasia, en comparant les photos de la jeune grande-duchesse avec les crânes des victimes retrouvées dans la fosse. Un expert russe affirme qu'aucun des crânes retrouvés ne peut appartenir à la grande-duchesse Maria car aucun n'a un espace entre les incisives, comme l'a la grande-duchesse Maria.

### Potentielle survie
La disparition physique de Maria Nikolaïevna est ces trente dernières années remise en doute au profit d'une disparition civile. Elle aurait été facilitée en octobre 1918 par les origines aristocratiques du commissaire du peuple aux affaires étrangères Georges Tchitchérine qui a fréquenté la cour de Saint-Pétersbourg et qui lui donne le nom de comtesse Cecilia Czapska ou Tchapski (noms du cousin polonais de Tchitchérine). Le même Tchitchérine assure en 1922 à la conférence de Gênes avoir eu connaissance en 1918 de l'exécution de Nicolas II et par la presse que sa famille a été transférée à l'étranger. La tsarine et les quatre filles selon lui sont vivantes et fondues dans la masse de l'émigration. Deux sources attestent de son supposé transfert à Perm puis son départ pour Kiev : le témoignage de son petit-fils Alexis-Durazzo en 1982 et le témoignage local d'une enseignante de Perm, Evguenia Sokoholova, présent dans l'intégrale du rapport Sokolov, qui a vu la mère et trois des filles (Anastasia étant en fuite) partir par le train après septembre 1918. Elle aurait eu une descendance (deux filles, un petit-fils et après sa mort un arrière-petit-fils) par son mariage avec le prince ukrainien Nicolas Dolgorouki. À partir de 1920, en Europe de l'Ouest, sur ordre de la reine Hélène d'Italie, le couple aurait pris le nom de Di Fonzo. Elle serait décédée d'un cancer en 1970 dans un hôpital de Rome, onze mois après son mari et dix mois après avoir avoué son identité dans un testament à destination de son petit-fils Alexis-Durazzo.
On peut trouver une tombe au cimetière Prima Porta de Flaminio au Nord de Rome sous le nom de « S.A.I. Maria Nicolaievna Romanov Dolgorouki, 1899-1970 ». Et Marc Ferro publie dans un style interrogatif hors-textes deux photographies de Marie : l'une de 1913 et l'autre de 1955, qui lui a été communiquée par Alexis Durazzo. Sa sœur, Olga, aurait également survécu plusieurs décennies : la révérente-mère Sœur Pasqualina Lehnert, qui fut la fidèle servante de Pie XII, assure le 22 mars 1983 les avoir vues ensemble au Vatican sous le pontificat de Pie XII (1939-1957). En outre, une photographie montrerait Maria et Olga ensemble sur la Côte d'Azur en 1957. Olga est la filleule de Guillaume II, et à ce titre pendant l'entre-deux-guerres, elle aurait vécu en Allemagne sous le nom de Magda Boots grâce à une aide financière de l'ancien Kaiser exilé aux Pays-Bas.

### Identification finale des corps
Le 16 juillet 1998, Nicolas II est inhumé avec les membres de sa famille (sauf Alexis et Maria, dont les corps n'ont pas été retrouvés) et les quatre membres de sa suite dans la cathédrale Pierre-et-Paul de Saint-Pétersbourg. Ils sont inhumés en présence des descendants de la famille Romanov, notamment du prince Nicolas Romanov, chef de la maison impériale de Russie.

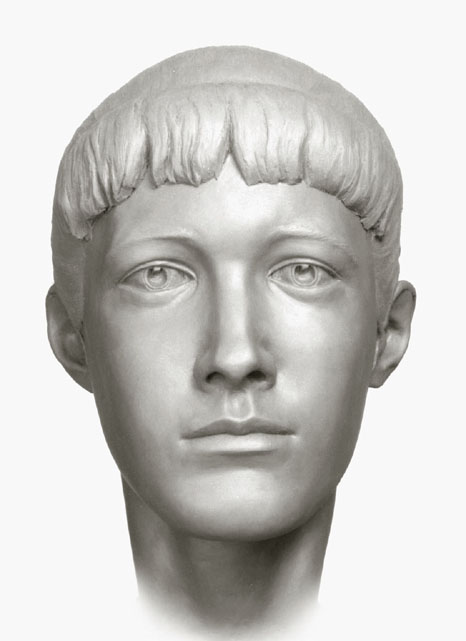
Reconstruction faciale de Maria.

Le 23 août 2007, une archéologue russe annonce la découverte de deux corps à Iekaterinbourg, à un endroit apparemment conforme à la description des lieux où les corps de Maria et Alexis avaient été inhumés d'après les notes de Iourovski. Les archéologues affirment alors que les restes retrouvés appartiennent à un garçon de douze à quatorze ans et à une jeune femme de dix-neuf ou vingt ans. Tels sont effectivement les âges des deux enfants du tsar au moment de leur mort.
Le 22 janvier 2008, selon les conclusions préliminaires de l'expertise génétique, les ossements découverts le 29 juillet 2007 aux abords d'Iekaterinbourg appartiennent bien à des enfants du dernier empereur russe, d’après le chef du bureau régional de l'expertise médico-légale de Sverdlovsk, Nikolaï Nevoline. « Les analyses ADN effectuées à Iekaterinbourg et à Moscou ont confirmé notre hypothèse. Une fois ces expertises terminées, leurs résultats seront comparés à ceux de nos collègues étrangers », déclare l'interlocuteur de l'agence. Selon lui, les conclusions définitives de l'expertise génétique seront publiées en avril ou en mai 2008.
Le 30 avril 2008, Edouard Rossel, gouverneur de la région de Sverdlovsk, déclare : « Le plus grand laboratoire génétique des États-Unis a confirmé leur identité : les corps retrouvés en août 2007 sont bien ceux des deux enfants du tsar Nicolas II, la grande-duchesse Maria et le tsarévitch Alexis [...] Nous avons à présent retrouvé la famille au grand complet. ».
Maria est inhumée en même temps que son frère Alexis le 18 octobre 2015, quatre-vingt-dix-sept ans après la mort de la famille, aux côtés des siens.

## Canonisation
En 1981 et le 14 août 2000, Maria Nikolaïevna de Russie et sa famille sont canonisées par l'Église orthodoxe de l'étranger puis par l'Église orthodoxe de Russie qui les considèrent comme martyrs. La grande-duchesse est inscrite sur le martyrologe de l'Église orthodoxe russe. Maria Nikolaïevna de Russie est vénérée le 17 juillet (Sainte martyre Maria). Le pèlerinage a lieu en la nouvelle église de Ekaterinbourg.

#### Essais
- Marc Ferro, Les tabous de l'histoire, Éditions Pocket, 2004 (ISBN 2-266-13344-6).
- Pierre Lorrain, La fin tragique des Romanov, Éditions Bartillat, 2005.
- Précepteur des Romanov : Le destin russe de Pierre Gilliard, 2005.
- Helen Rappaport, The Romanov Sisters, First St Martin Griffin Edition, 2015 (ISBN 978-1-250-06745-6).

#### Romans
- Maurice Paléologue, Le crépuscule des Tsars, Éditions Mercure de France (réimpr. 2007).